# Las Palmas (Veraguas)
Las Palmas es un corregimiento y ciudad cabecera del distrito de Las Palmas en la provincia de Veraguas, República de Panamá. La localidad tiene 3.106 habitantes (2010).